# 第一回林檎班大会の模様
『第一回林檎班大会の模様』（だいいっかいりんごはんたいかいのもよう）とは、2007年2月21日に発売した、椎名林檎のライブ映像集。2005年冬に行われた公式ファンクラブ「林檎班」の限定イベント「第1回林檎班大会 アダルト・オンリー」（だいいっかいりんごはんたいかい アダルト・オンリー）の模様を収録したもの。また、2013年11月13日にBD盤（規格品番：QIXK-50005）が発売された。BD盤はボックス・セット「LiVE」にも収録されている。企画・発売元は黒猫堂。

## 概要
公式ファンクラブ「林檎班」の限定イベントとして2005年12月に行なわれた、「第1回林檎班大会 アダルト・オンリー」の前半の椎名林檎 with 斉藤ネコとまたたびオーケストラの模様、後半の椎名林檎・長谷川きよしのデュエットの模様が収録されている。
前半は、12月12日・12月13日に1500人の完全招待制として、恵比寿ザ・ガーデンホールで行なわれた。前半は東京事変としてのライブ、後半はイベントを挟みつつ椎名林檎としてのライブパフォーマンス。なお、ソロパートは『賣笑エクスタシー』と同じくバックに斉藤ネコとオーケストラを従えてのライブとなっている。
後半は、12月20日・12月21日に500人の完全招待制で、代官山UNITでゲストにフォークシンガーの長谷川きよしを迎えて行なわれた。前半は椎名林檎のソロ・長谷川きよしのデュエット（娘のマキもフルート奏者として参加）のライブ、後半は東京事変によるライブとなっている。

## 収録曲
全作詞・作曲：椎名林檎　（注記を除く）
| #   | タイトル                                                       | 作詞 | 作曲・編曲 |
| --- | -------------------------------------------------------------- | ---- | ---------- |
| 1.  | 「枯葉」(作詞：ジャック・フレヴェール；作曲：ジョセフ・コスマ) |      |            |
| 2.  | 「歌舞伎町の女王」                                             |      |            |
| 3.  | 「意識」                                                       |      |            |
| 4.  | 「茎」                                                         |      |            |
| 5.  | 「ダイナマイト」(作詞：Tom Glazer；作曲：Mort Garson)          |      |            |
| 6.  | 「la salle de bain」                                           |      |            |
| 7.  | 「パパイヤマンゴー」(作詞・作曲：Sid WayneとDee Libbey)        |      |            |
| 8.  | 「夢のあと」                                                   |      |            |
| 9.  | 「シドと白昼夢」                                               |      |            |
| 10. | 「迷彩」                                                       |      |            |

| #   | タイトル                                                                         | 作詞 | 作曲・編曲 |
| --- | -------------------------------------------------------------------------------- | ---- | ---------- |
| 11. | 「幸福論」                                                                       |      |            |
| 12. | 「ギブス」                                                                       |      |            |
| 13. | 「Fly Me to the Moon」(唄：椎名林檎と長谷川きよし；作詞・作曲：バート・ハワード) |      |            |
| 14. | 「化粧直し」(唄：椎名林檎と長谷川きよし)                                         |      |            |
| 15. | 「りんごのうた」(唄：椎名林檎と長谷川きよし)                                     |      |            |
| 16. | 「御祭騒ぎ」(唄：椎名林檎と長谷川きよし)                                         |      |            |
| 17. | 「灰色の瞳」(唄：椎名林檎と長谷川きよし；作詞：加藤登紀子；作曲：ウニャ・ラモス) |      |            |
| 18. | 「別れのサンバ」(唄・作詞・作曲：長谷川きよし)                                   |      |            |

| #   | タイトル                             | 作詞 | 作曲・編曲 |
| --- | ------------------------------------ | ---- | ---------- |
| 19. | 「落日」(唄：東京事変と長谷川きよし) |      |            |